# NGC 502
NGC 502 è una galassia lenticolare situata nella costellazione dei Pesci a una distanza di 113 milioni di anni luce dal Sistema solare.

## Descrizione
NGC 502 è una galassia luminosa nei raggi X.

## Scoperta
La galassia NGC 502 è stata scoperta il 25 settembre 1862 dall'astronomo prussiano Heinrich Louis d'Arrest.

## Gruppo di NGC 470
NGC 502 appartiene al Gruppo di NGC 470 che comprende almeno 13 galassie: NGC 470, NGC 474, NGC 485, NGC 488, NGC 489, NGC 502, NGC 516, NGC 518, NGC 520, NGC 522, NGC 524, NGC 525 e NGC 532.
Il gruppo di NGC 470 dovrebbe comprendere almeno altre 4 galassie luminose nel dominio dei raggi X:
NGC 509, IC 101, IC 114 e CGCG 411-0458 (PGC 4994), dal momento che esse si trovano nella stessa regione della sfera celeste e a distanze similari a quelle del gruppo in oggetto.